# Слатина (Књажевац)
Слатина је насеље у Србији у општини Књажевац у Зајечарском округу. Према попису из 2022. било је 64 становника (према попису из 1991. било је 176 становника).

## Демографија
У насељу Слатина живи 62 пунолетних становника, а просечна старост становништва износи 63,8 година (59,9 код мушкараца и 66,9 код жена). У насељу има 29 домаћинстава, а просечан број чланова по домаћинству је 2,21.
Ово насеље је великим делом насељено Србима (према попису из 2002. године), а у последња три пописа, примећен је пад у броју становника.
|  |

| Демографија | Демографија | Демографија |
| Година      | Становника  | Становника  |
| ----------- | ----------- | ----------- |
| 1948.       | 363         |             |
| 1953.       | 353         |             |
| 1961.       | 337         |             |
| 1971.       | 298         |             |
| 1981.       | 247         |             |
| 1991.       | 176         | 175         |
| 2002.       | 124         | 124         |
| 2011.       | 80          |             |
| 2022.       | 64          |             |

| Етнички састав према попису из 2002.‍ | Етнички састав према попису из 2002.‍ | Етнички састав према попису из 2002.‍ | Етнички састав према попису из 2002.‍ | Етнички састав према попису из 2002.‍ |
| ------------------------------------ | ------------------------------------ | ------------------------------------ | ------------------------------------ | ------------------------------------ |
|                                      |                                      |                                      |                                      |                                      |
| Срби                                 | Срби                                 |                                      | 123                                  | 99,19%                               |
| Роми                                 | Роми                                 |                                      | 1                                    | 0,80%                                |
| непознато                            | непознато                            |                                      | 0                                    | 0,0%                                 |

| Година пописа     | 1948. | 1953. | 1961. | 1971. | 1981. | 1991. | 2002. |
| ----------------- | ----- | ----- | ----- | ----- | ----- | ----- | ----- |
| Број домаћинстава | 78    | 73    | 74    | 70    | 63    | 52    | 46    |

| Број чланова      | 1 | 2  | 3 | 4  | 5 | 6 | 7 | 8 | 9 | 10 и више | Просек |
| ----------------- | - | -- | - | -- | - | - | - | - | - | --------- | ------ |
| Број домаћинстава | 8 | 18 | 6 | 11 | 1 | 1 | 1 | 0 | 0 | 0         | 2,70   |

| Пол    | Укупно | Неожењен/Неудата | Ожењен/Удата | Удовац/Удовица | Разведен/Разведена | Непознато |
| ------ | ------ | ---------------- | ------------ | -------------- | ------------------ | --------- |
| Мушки  | 55     | 9                | 37           | 7              | 2                  | 0         |
| Женски | 63     | 8                | 35           | 17             | 3                  | 0         |
| УКУПНО | 118    | 17               | 72           | 24             | 5                  | 0         |

| Пол    | Укупно                    | Пољопривреда, лов и шумарство | Рибарство                            | Вађење руде и камена | Прерађивачка индустрија       |
| ------ | ------------------------- | ----------------------------- | ------------------------------------ | -------------------- | ----------------------------- |
| Мушки  | 21                        | 5                             | 0                                    | 0                    | 6                             |
| Женски | 14                        | 8                             | 0                                    | 0                    | 2                             |
| УКУПНО | 35                        | 13                            | 0                                    | 0                    | 8                             |
| Пол    | Производња и снабдевање   | Грађевинарство                | Трговина                             | Хотели и ресторани   | Саобраћај, складиштење и везе |
| Мушки  | 0                         | 1                             | 2                                    | 0                    | 0                             |
| Женски | 0                         | 0                             | 0                                    | 0                    | 0                             |
| УКУПНО | 0                         | 1                             | 2                                    | 0                    | 0                             |
| Пол    | Финансијско посредовање   | Некретнине                    | Државна управа и одбрана             | Образовање           | Здравствени и социјални рад   |
| Мушки  | 0                         | 0                             | 0                                    | 0                    | 0                             |
| Женски | 0                         | 0                             | 0                                    | 0                    | 1                             |
| УКУПНО | 0                         | 0                             | 0                                    | 0                    | 1                             |
| Пол    | Остале услужне активности | Приватна домаћинства          | Екстериторијалне организације и тела | Непознато            | Непознато                     |
| Мушки  | 0                         | 0                             | 0                                    | 7                    | 7                             |
| Женски | 0                         | 0                             | 0                                    | 3                    | 3                             |
| УКУПНО | 0                         | 0                             | 0                                    | 10                   | 10                            |